# Mai 2005
Portal Geschichte | Portal Biografien | Aktuelle Ereignisse | Jahreskalender | Tagesartikel

◄ |
20. Jahrhundert |
21. Jahrhundert

◄ |
1970er |
1980er |
1990er |
2000er
| 2010er | 2020er | 2030er | ►

◄ |
2001 |
2002 |
2003 |
2004 |
2005
| 2006 | 2007 | 2008 | 2009 | ►

◄ |
Februar 2005 |
März 2005 |
April 2005 |
Mai 2005 |
Juni 2005 |
Juli 2005 |
August 2005 |
►
Dieser Artikel behandelt tagesbezogene Nachrichten und Ereignisse im Mai 2005.

## Tagesgeschehen

### Sonntag, 1. Mai 2005
- Berlin/Deutschland: Im Ortsteil Kreuzberg gibt es in der Nacht zum 1. Mai deutlich weniger Ausschreitungen als in den Vorjahren. Die Polizei berichtet, dass diesmal weniger als 200 Randalierer festgenommen wurden.[1]
- Tal Afar/Irak: Bei einer Bombenexplosion während einer Beerdigung kommen mindestens 30 Menschen ums Leben und über 50 weitere werden verletzt.

### Montag, 2. Mai 2005
- New York/Vereinigte Staaten: Eine einmonatige Konferenz der Vereinten Nationen über die Zukunft des Atomwaffensperrvertrags beginnt.

### Dienstag, 3. Mai 2005
- Frankfurt am Main/Deutschland: Der Computervirus Sober legt die Server des Organisationskomitees der Fußball-Weltmeisterschaft 2006 lahm.
- Nepal: In Nepal protestieren Tausende Menschen für Pressefreiheit.

### Mittwoch, 4. Mai 2005
- Bell County/Vereinigte Staaten: Der Prozess auf der Militärbasis Fort Hood gegen die Soldatin Lynndie England ist überraschend geplatzt. Das Geständnis Englands zur Beteiligung an Misshandlungen im Abu-Ghuraib-Gefängnis bei Bagdad/Irak wurde vom Gericht zurückgewiesen.
- Berlin/Deutschland: Das Bundeskabinett beschließt die Aufhebung von rund 350 Gesetzen und Verordnungen, die heute keine praktische Bedeutung mehr haben. Die Bestimmungen stammen teilweise noch aus der Zeit des Kaiserreichs und der Zeit des Nationalsozialismus.
- Mardan/Pakistan: Nach einem Schusswechsel wird das Al-Qaida-Mitglied Abu Faradsch al-Liby festgenommen. Er gilt als Nummer drei des Terror-Netzwerks, doch wird eine Verwechslung mit einer anderen Person nicht ausgeschlossen.

### Donnerstag, 5. Mai 2005

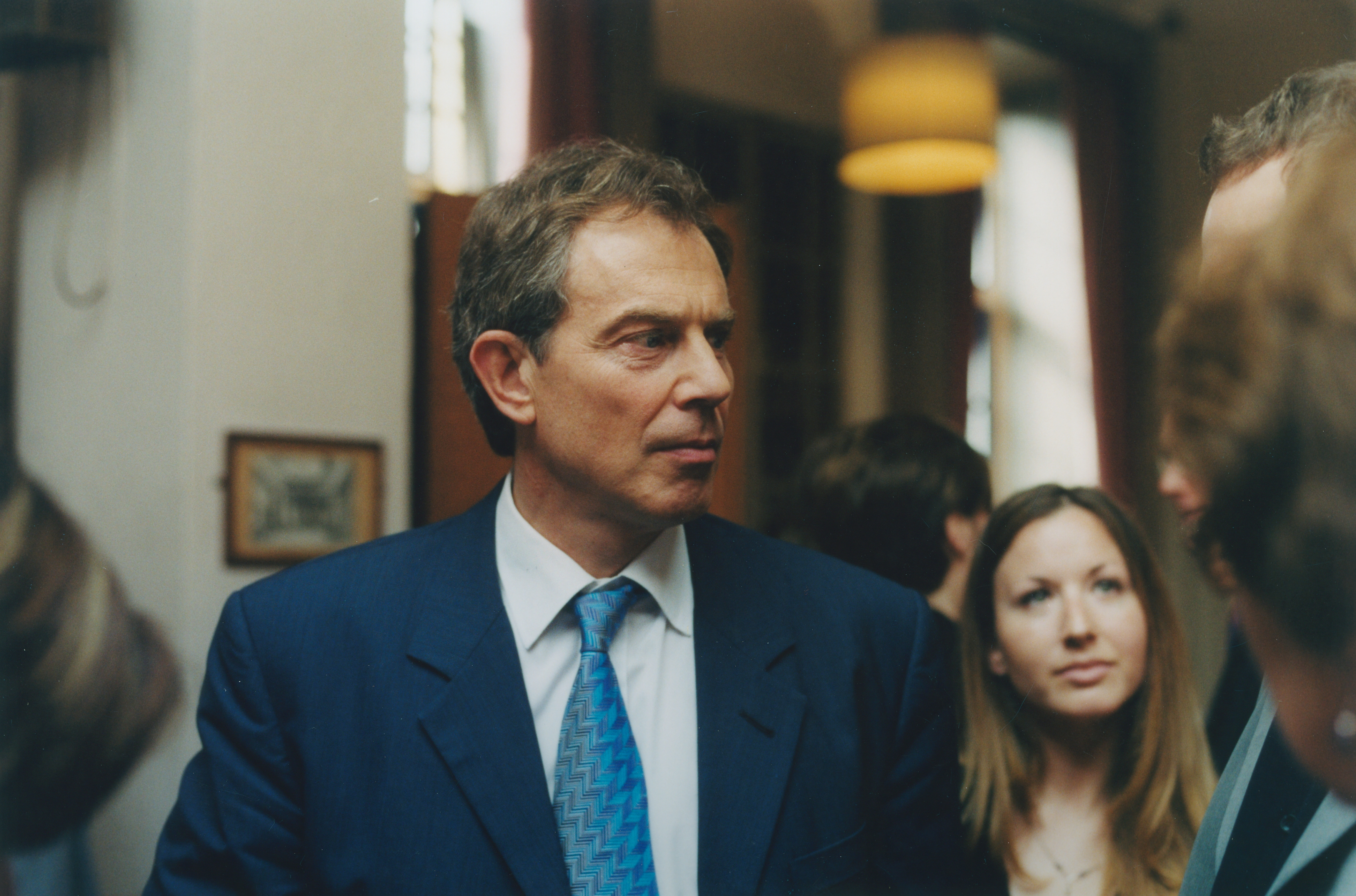
Tony Blair (2002)

- Aachen/Deutschland: Der italienische Staatspräsident Carlo Azeglio Ciampi wird für seine Verdienste um Europa mit dem Internationalen Karlspreis ausgezeichnet.[2]
- Köln/Deutschland: Der Bundesvorsitzende der FDP, Guido Westerwelle, wird auf dem Bundesparteitag mit 80,1 % der Stimmen im Amt bestätigt, er erreichte damit etwa das gleiche Ergebnis wie vor zwei Jahren. Als erster stellvertretender Bundesvorsitzender wird Rainer Brüderle mit 81,0 % der Stimmen wiedergewählt. Dieses Ergebnis ist deutlich schlechter als vor zwei Jahren. Noch schlechter waren die Ergebnisse der beiden weiteren stellvertretenden Bundesvorsitzenden Andreas Pinkwart (76,6 %) und Cornelia Pieper (60,5 %). Hingegen erhielt Hermann Otto Solms als Schatzmeister 90,6 % der Stimmen. Als Beisitzerinnen im Präsidium wurden Sabine Leutheusser-Schnarrenberger (76,4 %) und Birgit Homburger (77,3 %) wiedergewählt. Neu in das Präsidium zog der niedersächsische Landtagsfraktionsvorsitzende Philipp Rösler ein, der mit 95,0 % das beste Ergebnis aller Kandidaten erzielte. Zum neuen Generalsekretär wählte der Parteitag auf Vorschlag Westerwelles Dirk Niebel mit 92,4 % der Stimmen.
- London/Vereinigtes Königreich: Trotz des Verlusts von 47 Sitzen im Unterhaus des Parlaments behält die Partei der Arbeit (LP) des Premierministers Tony Blair nach der Wahl ihre seit 1997 bestehende absolute Mehrheit bei. Damit sichert sich die LP erstmals bei drei Wahlen in Folge die parlamentarische Mehrheit.[3]
- New York/Vereinigte Staaten: Um circa 7:35 Uhr GMT explodiert vor dem Konsulat des Vereinigten Königreichs in der Third Avenue eine Bombe. Einige Fenster gehen zu Bruch, aber es werden keine Verletzten gemeldet.
- Rottach-Egern/Deutschland: Vom 5. bis 8. Mai 2005 tagt die 53. Bilderberg-Konferenz. Die Konferenz tagt zum fünften Mal in Deutschland. Am Tagungsort im Seehotel Überfahrt am Tegernsee werden Funktionseliten aus der internationalen Politik, transnationalen Konzerne, dem Hochadel sowie Medienvertreter und Persönlichkeiten aus internationalen Organisationen erwartet.
- Wien/Österreich: Bei der Amadeus-Verleihung wird Stefan Weber (Drahdiwaberl) für sein Lebenswerk ausgezeichnet.

### Freitag, 6. Mai 2005
- Dresden/Deutschland: Bei Krawallen mit bis zu 1.000 Beteiligten kam es in der Nacht von Donnerstag auf Freitag zu mehreren Verletzten. Bei Auseinandersetzungen zwischen alkoholisierten Randalierern und der Polizei wurden 70 Personen verletzt, davon 40 Beamte. Die Randalierer hatte sich zum Vatertag am Elbufer versammelt, warfen mit Steinen und Flaschen und zündeten Feuerwerkskörper.
- Freiburg/Deutschland: Im Zuge der Studentenproteste wurde am Montagmorgen das Rektorat der Albert-Ludwigs-Universität Freiburg von Studenten besetzt. Die Aktion dauert mehrere Tage.

### Samstag, 7. Mai 2005
- Beirut/Libanon: Nach einem 15-jährigen Exil in Frankreich kehrt der ehemalige Ministerpräsident des Landes Michel Aoun in sein Heimatland zurück. Er führte jahrelang das Kommando der Freischar Libanesische Kräfte gegen die Streitkräfte Syriens, deren Anwesenheit im Libanon von 1976 bis April dieses Jahres währte. Aoun wird bei seinem Eintreffen von einer großen Menschenmenge bejubelt.[4]

### Sonntag, 8. Mai 2005
- Berlin/Deutschland: Gegen eine 4.000 Leute starke NPD-Demonstration hatte bereits im Vorfeld der Berliner Oberbürgermeister Wowereit zu Sitzblockaden aufgerufen und ein Volksfest auf der bisherigen Demonstrationsstrecke angemeldet. Nach friedlicher Besetzung der Brücken auf der alternativ gewählten Demonstrationsstrecke durch Gegendemonstranten wurde dem Aufzug der NPD das Verlassen des Auftaktkundgebungsortes untersagt.
- Berlin/Deutschland: Tausende gedenken mit einem „Tag der Demokratie“ der Befreiung vom Nationalsozialismus. Am Brandenburger Tor wird auf Großleinwand eine Sondersitzung des Bundestages übertragen.
- Leonberg/Deutschland: Häftlinge erhalten symbolisch ihre Namen zurück. Eine Gedenkstätte in Gestalt einer Namenswand wird die KZ-Gedenkstätteninitiative vor dem alten Engelbergtunnel enthüllen.

### Montag, 9. Mai 2005
- Frankfurt am Main/Deutschland: Der Vorstandsvorsitzende der Deutschen Börse, Werner Seifert, gibt seinen Rücktritt bekannt, außerdem will der Aufsichtsratsvorsitzende Rolf-Ernst Breuer zum Jahresende zurücktreten.
- Moskau/Russland: Mit einer Militärparade auf dem Roten Platz wird des 60. Jahrestags des Endes des Zweiten Weltkriegs in Europa gedacht, etwa 50 Staats- und Regierungschefs nehmen an der Gedenkfeier teil. Unter den Gästen ist erstmals auch ein deutscher Bundeskanzler.

### Dienstag, 10. Mai 2005

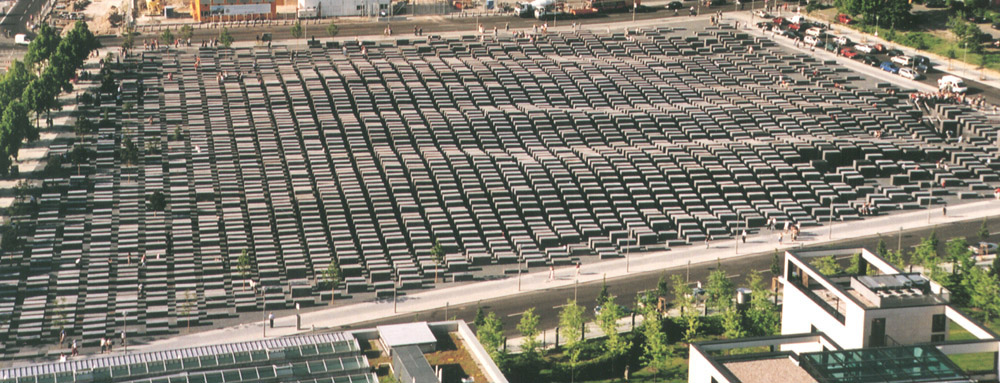
Holocaust-Mahnmal in Berlin

- Berlin/Deutschland: In der deutschen Hauptstadt wird das Denkmal für die ermordeten Juden Europas eingeweiht.
- Berlin/Deutschland: Der Bundesminister des Innern Otto Schily kündigt einen „Nationalen Plan zum Schutz der Informationsinfrastrukturen in Deutschland“ an. Dieser wird gemeinsam mit dem Bundesamt für Sicherheit in der Informationstechnik (BSI) erarbeitet. Dabei sollen „neue Strategien zur Bekämpfung von Angriffen von Hackern und durch Viren“ entwickelt werden.[5]
- Edirne/Türkei: Auf der Internationalen Roma-Konferenz wurden die Probleme der ca. 15 Millionen Roma in Europa diskutiert, insbesondere deren Stellung in der Türkei.[6]

### Mittwoch, 11. Mai 2005
- Lebach/Deutschland: Nach einem Erdbeben der Stärke 3,5 auf der Richterskala im Saarland demonstrieren rund 200 Anwohner gegen den Kohlebergbau, der Expertenmeinungen nach schon zu mehreren Erdspalten und Erschütterungen geführt hat.
- Obrigheim/Deutschland: Das Kernkraftwerk Obrigheim wird im Zuge des Atomausstiegs außer Betrieb gesetzt.

### Donnerstag, 12. Mai 2005
- Bagdad/Irak: Bei einem erneuten Autobombenanschlag nahe einer Moschee in Iraks Hauptstadt sind 15 Menschen ums Leben gekommen, mehr als 60 weitere Personen wurden verletzt.
- Berlin/Deutschland: Der Deutsche Bundestag hat mit überwältigender Mehrheit dem EU-Verfassungsentwurf zugestimmt. 569 Abgeordnete stimmten für den Verfassungsentwurf, 23 dagegen und 2 enthielten sich. Am 27. Mai stimmt auch der Bundesrat dem Verfassungsentwurf zu.
- Berlin/Deutschland: Den öffentlichen Haushalten drohen nach offiziellen Berichten bis zum Ende des Jahres 2008 Steuerausfälle von 66,8 Milliarden Euro.
- Straßburg/Frankreich: Der Europäische Gerichtshof für Menschenrechte in Straßburg hat den Prozess gegen den PKK-Führer Abdullah Öcalan für „unfair“ erklärt.[7]

### Freitag, 13. Mai 2005
- Bayonne/Vereinigte Staaten: Das Kreuzfahrtschiff Freedom of the Seas wird in Cape Liberty feierlich getauft.
- Türkei: Wegen eines Streits um den Entzug der Flugerlaubnis für die türkische Gesellschaft Onur Air durch die Luftfahrtbehörden Deutschlands, der Niederlande und der Schweiz bleiben circa 10.000 Urlauber ohne die gebuchte Rückreisemöglichkeit auf türkischen Flughäfen sitzen.
- Usbekistan: Beim Erstürmen der Stadtverwaltung und eines Gefängnisses im Osten des Landes im Fergana-Tal am Rande zu Kirgisistan befreien Aufständische rund 1.000 Gefangene. Bei Feuergefechten mit der Polizei werden nach Angaben der Regierung neun Menschen getötet und 34 verletzt. Nach Angaben von Augenzeugen und Ärzten werden mindestens 500 Menschen getötet und über hundert verletzt.[8]
- Würzburg/Deutschland: In Würzburg finden Studentenproteste gegen die erhobene Studiengebühr statt. Es wird mit Verzögerungen im öffentlichen Verkehr gerechnet.

### Samstag, 14. Mai 2005
- Darwin/Australien: Die VIII. Arafura Games, den Olympischen Spielen sehr ähnliche Sportspiele, wurden in einer feierlichen Zeremonie eröffnet. Erstmals nehmen über 30 Länder aus aller Welt teil; 12 neue Länder, darunter Großbritannien, Brasilien, Kanada, Indien und Italien, sind erstmals bei den Spielen vertreten. Neue Sportarten sind u. a. Gewichtheben und Cricket. Die Spiele dauern bis zum 21. Mai.
- Tórshavn/Färöer: Das färöische Løgting verhandelt in dritter und abschließender Lesung das umstrittene Übernahmegesetz, in dem unter anderem die künftige Außenpolitik der zu Dänemark gehörenden Inselnation geregelt wird. Ein von der republikanischen Tjóðveldisflokkurin gestellter Misstrauensantrag gegen den sozialdemokratischen Ministerpräsidenten Jóannes Eidesgaard scheitert.
- Taipeh/Taiwan: In Taiwan findet die letzte Wahl zur Nationalversammlung statt.

### Sonntag, 15. Mai 2005
- Abidjan/Elfenbeinküste: Regierung und Rebellen einigen sich auf ein Abkommen, das die Entwaffnung bzw. die Vereinigung der militärischen Kräfte zu einer gemeinsamen Armee des Landes vorsieht.
- Andijon/Usbekistan: Wegen gewalttätiger Unruhen riegelt die usbekische Regierung die Stadt ab.
- Rio de Janeiro/Brasilien: Die seit 1995 ausgetragene Beachsoccer-Weltmeisterschaft findet erstmals als offizielles Turnier der FIFA statt. Platz 1 an der Copacabana geht an Frankreich, das im Endspiel 1:0 im Elfmeterschießen gegen Portugal gewinnt.[9]
- Wien/Österreich: Die Tschechische Republik wird Eishockey-Weltmeister durch einen 3:0-Sieg gegen Kanada.[10]

### Montag, 16. Mai 2005
- Basel/Schweiz: Der FC Zürich gewinnt im St. Jakob-Park das Final um den Schweizer Cup im Fussball mit 3:1 gegen den FC Luzern.[11]
- New York/Vereinigte Staaten: Deutschland, Japan, Brasilien und Indien haben einen neuen Vorstoß zur Reform der UNO unternommen. Sie suchen Unterstützung für den Vorschlag, den UN-Sicherheitsrat um 25 neue Mitglieder zu erweitern. Die vier Staaten erhoffen sich einen ständigen Sitz im Sicherheitsrat. Die Zustimmung der Mehrheit der UN-Vollversammlung, um so den Widerstand der jetzigen 5 ständigen Mitglieder zu brechen.
- Taschkent/Usbekistan: Die Unruhen in Usbekistan halten an. In der Stadt Pachtaabad sollen 200 Menschen von Regierungstruppen getötet worden sein. Mehrere Regionen des Landes sind von Armee- und Polizeikräften abgeriegelt.

### Dienstag, 17. Mai 2005
- Bell County/Vereinigte Staaten: Ein Militärgericht auf der Militärbasis Fort Hood verurteilt die Soldatin Sabrina Harman wegen Misshandlung von Gefangen im irakischen Gefängnis Abu Ghuraib zu einer Haftstrafe von sechs Monaten. Die Anklage forderte drei Jahre.
- Irak: Erstmals seit dem Sturz von Saddam Hussein reist ein iranischer Außenminister in den Irak.
- Seoul/Südkorea: An der koreanischen Grenze finden Gespräche zwischen Nord- und Südkorea statt. Seoul möchte Pjöngjang dazu bewegen, die 6-Mächte-Gespräche wiederaufzunehmen.

### Mittwoch, 18. Mai 2005
- Lissabon/Portugal: Der ZSKA Moskau gewinnt nach einem 3:1-Finalsieg gegen Sporting Lissabon den UEFA-Cup.[12]

### Donnerstag, 19. Mai 2005
- El Salvador: Hurrikan Adrian erreicht El Salvador; er fordert in den nächsten Tagen 4 Todesopfer.

### Freitag, 20. Mai 2005
- Etoumbi/DR Kongo: Nach einem Ebola-Ausbruch, der neun Todesopfer fordert, wird über die Stadt Etoumbi eine Quarantäne verhängt.
- Osttimor: Nach sechs Jahren ziehen die letzten Friedenstruppen der Vereinten Nationen aus Osttimor ab.

### Samstag, 21. Mai 2005
- Berlin/Deutschland: Feierliche Eröffnung des Neubaus der Berliner Akademie der Künste direkt am Brandenburger Tor mit einem Festakt unter Beteiligung von Bundeskanzler Schröder, Bundespräsident Köhler und 700 weiteren geladenen Gästen.
- Bukarest/Rumänien: Ein Hochwasser setzt große Teile Rumäniens unter Wasser, dabei werden 400 Dörfer komplett zerstört.
- Düsseldorf/Deutschland: Das Team Deutschland um Tommy Haas, Nicolas Kiefer, Rainer Schüttler, Florian Mayer und Alexander Waske gewinnt den World Team Cup und ist somit Tennismannschaftsweltmeister.
- Kiew/Ukraine: Elena Paparizou gewinnt für Griechenland mit dem Lied „My Number One“ den Eurovision Song Contest 2005.
- Stuttgart/Deutschland: Der FC Bayern München ist nun offiziell Deutscher Fußballmeister 2005.

### Sonntag, 22. Mai 2005

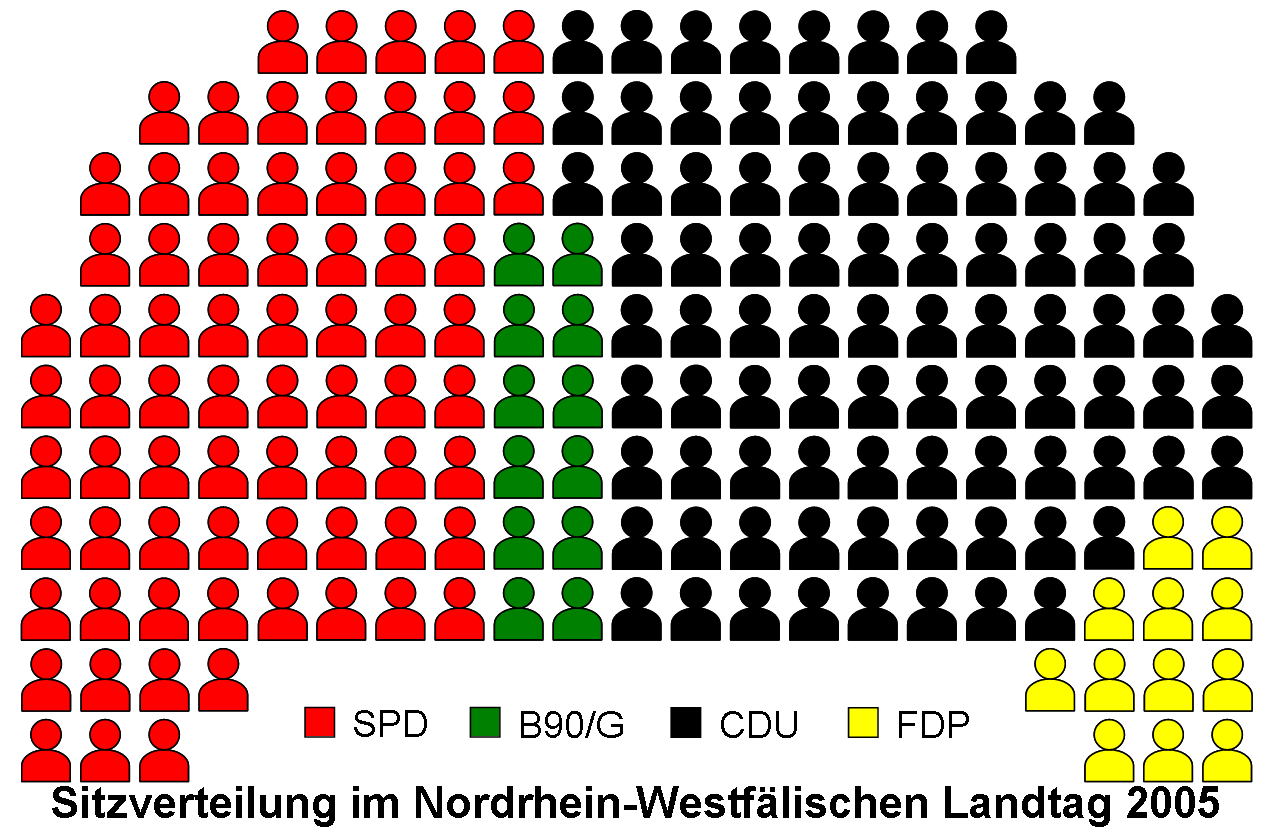
Sitzverteilung im Landtag von Nordrhein-Westfalen

- Düsseldorf/Deutschland: Landtagswahlen in Nordrhein-Westfalen: SPD 37,1 %; CDU 44,8 %; FDP 6,2 %; GRÜNE 6,2 %; Andere 5,7 % (vorläufiges amtliches Endergebnis). Damit steht nach 39 Jahren SPD- bzw. 10 Jahren rot-grüner Regierung nun deren Wechsel in die Opposition bevor. Die CDU wird in Koalition mit der FDP die Landesregierung Nordrhein-Westfalens stellen.[13]
- Düsseldorf/Deutschland: Infolge der hohen Niederlage bei den Landtagswahlen in Nordrhein-Westfalen kündigten der SPD-Vorsitzende Franz Müntefering und Bundeskanzler Gerhard Schröder an, Neuwahlen auf Bundesebene für den kommenden Herbst anzustreben. Dies soll per Vertrauensfrage und Auflösung des Bundestags durch den Bundespräsidenten, wie es auf ähnliche Weise – jedoch aus anderen Beweggründen – schon 1982 geschah, initialisiert werden. Die Oppositionsparteien CDU/CSU und FDP signalisieren Zustimmung zu Neuwahlen und erklären sich wahlkampf- und regierungsbereit.

### Montag, 23. Mai 2005
- Österreich: Kurze, aber heftige Unwetter verursachen in Oberösterreich und Niederösterreich große Schäden.

### Dienstag, 24. Mai 2005
- Saarbrücken/Deutschland: Der ehemalige SPD-Vorsitzende Oskar Lafontaine tritt aus der Partei aus und kündigt für die kommende Bundestagswahl seine Unterstützung für ein Parteienbündnis aus PDS und WASG an.
- Wien/Österreich: In Österreich beginnt die Umstellung vom Krankenkassenscheck auf die neuen e-cards, die bis November abgeschlossen sein soll.

### Mittwoch, 25. Mai 2005

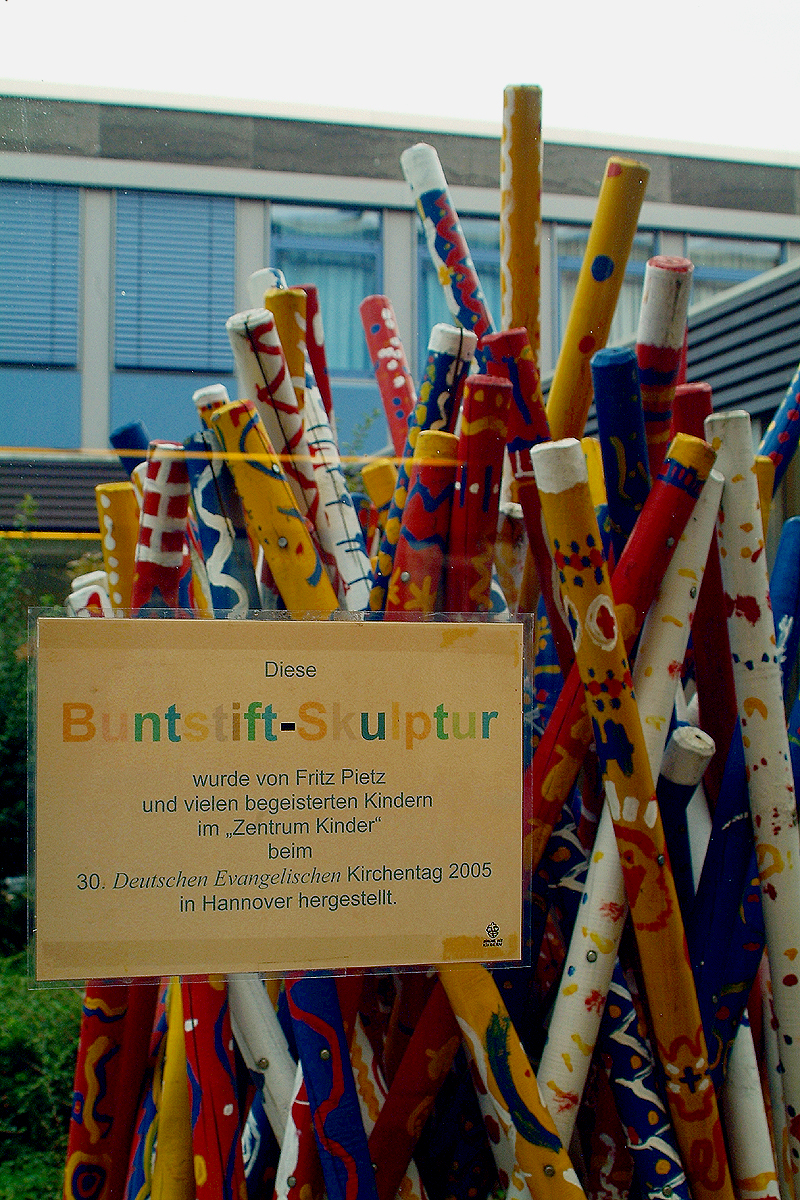
Kirchentagsbezogene Buntstift-Skulptur

- Hannover/Deutschland: Der 30. Deutsche Evangelische Kirchentag mit dem Motto „Wenn Dein Kind Dich morgen fragt …“ beginnt.[14]
- Istanbul/Türkei: Der Liverpool FC gewinnt das Champions-League-Finale 2005 gegen den AC Mailand im Elfmeterschießen mit 6:5 (3:3 nach regulärer Spielzeit und Verlängerung). Milan-Abwehrspieler Paolo Maldini schießt mit dem 1:0 nach 52 Sekunden das früheste Tor einer Partie in der UEFA Champions League.[15]
- London/Vereinigtes Königreich: Die Nichtregierungsorganisation Amnesty International veröffentlicht ihren Jahresbericht 2005. Darin wird den Vereinigten Staaten eine Hauptverantwortung für die zunehmende Verletzung von Menschenrechten weltweit angelastet.[16]

### Donnerstag, 26. Mai 2005
- Genf/Schweiz: Die 148 Mitgliedsländer der Welthandelsorganisation (WTO) wählen im allgemeinen Rat einstimmig den 58-jährigen Franzosen Pascal Lamy zum Nachfolger des Thailänders Supachai Panitchpakdi als Generaldirektor der Organisation. Lamys vierjährige Amtszeit beginnt am 1. September.

### Freitag, 27. Mai 2005
- Berlin/Deutschland: Der Deutsche Bundesrat ratifiziert den Vertrag über eine Verfassung für Europa. Als einziges Land enthält sich Mecklenburg-Vorpommern, alle anderen Länder stimmen für den Vertrag.

### Samstag, 28. Mai 2005
- Basel/Schweiz: Der FC Basel ist offiziell Schweizer Fussballmeister 2005.
- Berlin/Deutschland: Im Endspiel des DFB-Pokals im Olympiastadion Berlin gewinnt der FC Bayern München 2:1 gegen den FC Schalke 04.
- Bern/Schweiz: Hitzerekord in der Schweiz. Seit 1945 war es in der Schweiz nie mehr so heiß im Mai wie an diesem Samstag. Es wurden Temperaturen von bis zu 32 °C gemessen, in Potsdam sogar bis zu 35 °C.

### Sonntag, 29. Mai 2005

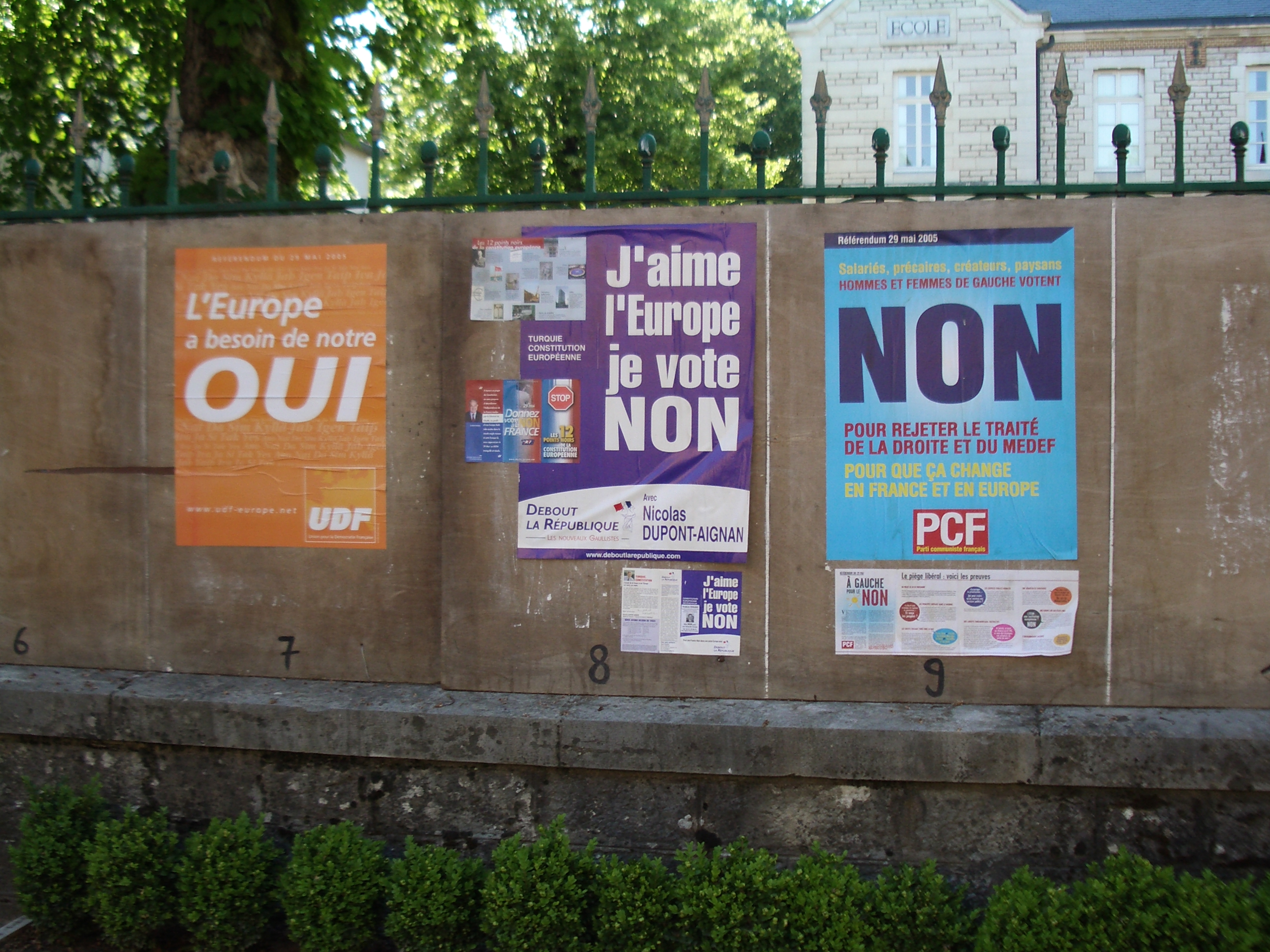
„Ich liebe Europa, ich sage nein.“ Die Einführung einer EU-Verfassung scheitert.

- Beirut/Libanon: Im Libanon beginnen Parlamentswahlen, die an vier aufeinanderfolgenden Wochenenden stattfinden. Es sind die ersten allgemeinen Wahlen nach dem Abzug der letzten Einheiten der syrischen Armee im April 2005. Bei niedriger Wahlbeteiligung gewinnt die Opposition unter Führung von Saad Hariri alle 19 Sitze im Wahlbezirk Beirut.
- Graz/Österreich: Der SK Rapid Wien ist offiziell Österreichischer Fußballmeister 2005.
- Mailand/Italien: Der Gesamtsieg bei der 88. Ausgabe des Rad-Etappenrennens Giro d’Italia geht an den Italiener Paolo Savoldelli. Es ist sein zweiter Gesamtsieg bei dieser Rundfahrt und der 63. eines Italieners.[17]
- Paris/Frankreich: Die Wähler in Frankreich lehnen in einem Referendum die Annahme des Verfassungsentwurfs für die Europäische Union mit 54,87 % der abgegebenen Stimmen ab. Die Wahlbeteiligung liegt bei rund 70 %.

### Montag, 30. Mai 2005
- Berlin/Deutschland: Die CDU-Bundesvorsitzende Angela Merkel gibt bekannt, dass sie von den Unionsparteien CDU und CSU zur Kanzlerkandidatin bei der vorgezogenen Neuwahl zum Bundestag im September gekürt wurde. „Ich will Deutschland dienen“, kommentiert Merkel ihre Kandidatur.[18]
- Paris/Frankreich: Nach der deutlichen Ablehnung der EU-Verfassung im französischen Referendum wird eine Regierungsumbildung durch Präsident Jacques Chirac erwartet. Auch für die übermorgen stattfindende Volksabstimmung in den Niederlanden wird ein Sieg der Verfassungsgegner vorausgesagt. Der britische Premier Tony Blair hat daraufhin das auch im Vereinigten Königreich geplante Referendum in Frage gestellt.
- Vereinigte Staaten: Im Streit um Subventionen an den Flugzeughersteller Airbus drohen die Vereinigten Staaten der Europäischen Union, sie vor die Welthandelsorganisation zu zitieren.

### Dienstag, 31. Mai 2005

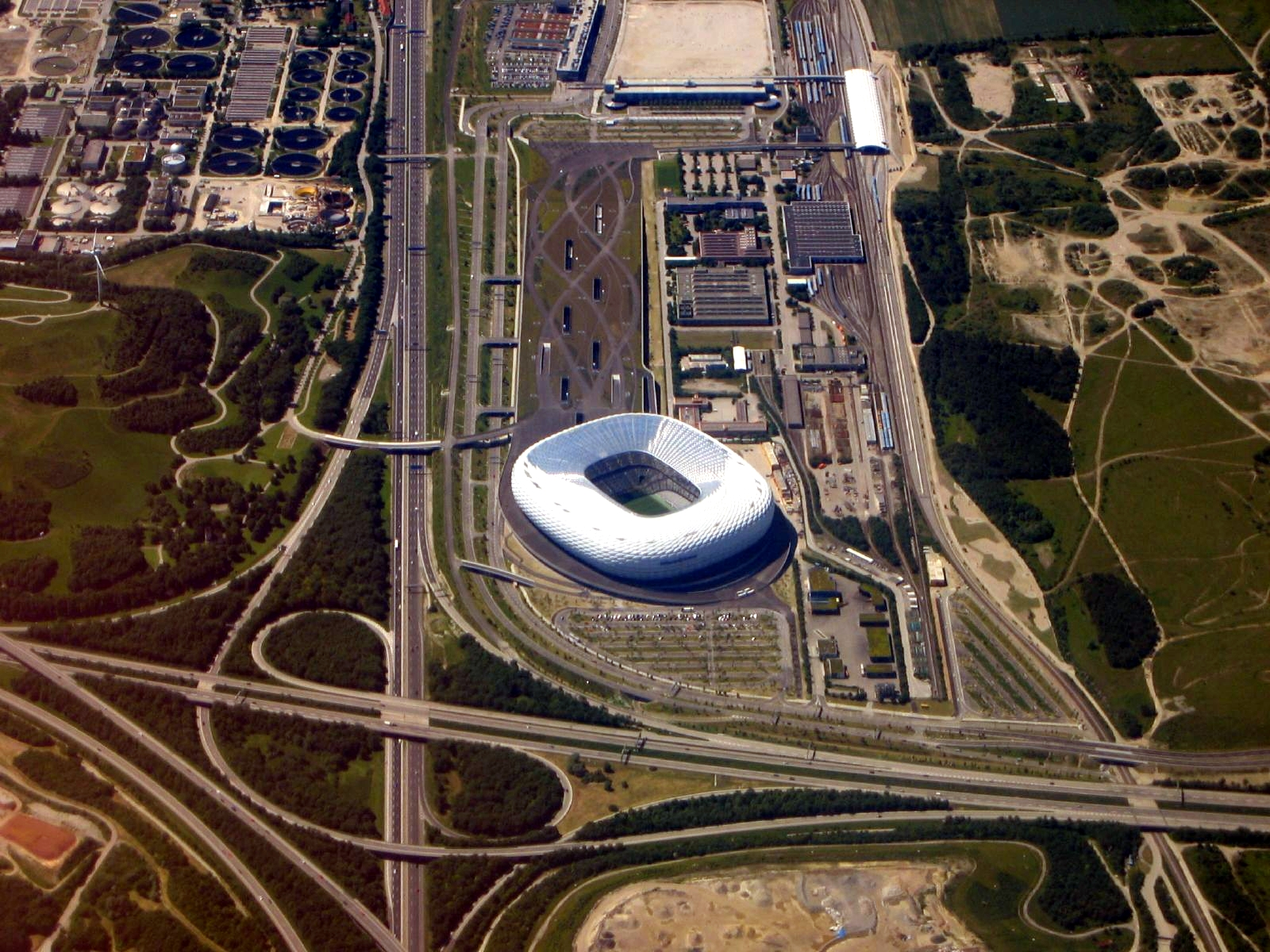
Allianz Arena

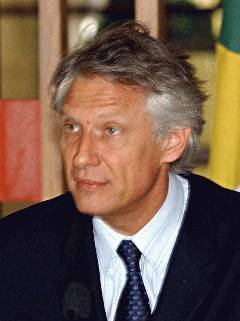
Dominique de Villepin

- Moskau/Russland: Der russische Unternehmer und Gründer des Energiekonzerns Yukos, Michail Chodorkowski, wird wegen mehrerer Vergehen wie Betrug und Steuerhinterziehung zu einer neunjährigen Haftstrafe verurteilt.[19]
- München/Deutschland: Die Allianz Arena wird eingeweiht.[20]
- Paris/Frankreich: Innenminister Dominique de Villepin löst Jean-Pierre Raffarin als Premierminister ab. Neuer Innenminister wird der frühere „Superminister“ und jetzige Parteichef der UMP Nicolas Sarkozy.